# Конвой № 2213
Конвой № 2213 — японський конвой часів Другої світової війни, проведення якого відбувалось у червні 1943 року.
Конвой сформували в Рабаулі — головній передовій базі японців в архіпелазі Бісмарка, з якої вони провадили операції на Соломонових островах та сході Нової Гвінеї. Пунктом призначення при цьому був Трук (Чуук) на сході Каролінських островів, де ще до війни створили потужну базу ВМФ.
До складу конвою увійшли транспорти «Сінсей-Мару № 18» (Shinsei Maru No. 18), «Чоко-Мару» та «Хакодзакі-Мару», тоді як ескорт забезпечував есмінець «Асанагі».
21 червня 1943 року судна вийшли з Рабаула та попрямували на північ. На комунікаціях архіпелагу Бісмарка традиційно діяли підводні човни, проте конвой № 2213 зміг пройти без інцидентів та 25 червня прибув на Трук.